# Mîkolaiivka, Burîn
Mîkolaiivka (în ucraineană Миколаївка) este localitatea de reședință a comunei Mîkolaiivka din raionul Burîn, regiunea Sumî, Ucraina. În secolul al XIX-lea, satul făcea parte din volostul Mîkolaiivka, uezdul Putîvl.

## Demografie
Componența lingvistică a localității Mîkolaiivka
     Ucraineană (99,22%)
     Alte limbi (0,62%)
Conform recensământului din 2001, majoritatea populației localității Mîkolaiivka era vorbitoare de ucraineană (99,22%), existând în minoritate și vorbitori de alte limbi.